# Marie Forestier de Saint-Bonaventure-de-Jésus
Mère Marie Forestier de Saint-Bonaventure-de-Jésus est une religieuse de l’ordre des Augustines de la Miséricorde de Jésus. Née à Dieppe vers 1615 et décédée à Québec en 1698, elle est l’une des trois religieuses hospitalières du monastère de Dieppe, avec les mères Marie Guenet de Saint-Ignace et Anne Le Cointre de Saint-Bernard, qui ont fondé en 1639 l’Hôtel-Dieu du Précieux Sang (mieux connu sous le nom de Hôtel-Dieu de Québec).
Elle a 22 ans quand elle quitte le monastère de Dieppe, le 1er mai 1639, et débarque à Québec, le 1er août de la même année, pour accomplir son œuvre missionnaire. Élue deuxième supérieure de la petite communauté de Québec le mai 1645, elle est réélue à ce poste six fois à différents intervalles jusqu’en 1683,,,,.
En 1655, elle est mêlée à une controverse avec Jeanne Mance à propos de la venue d’hospitalières à Montréal.
« Pendant plus de 50 ans, Marie Forestier fut l’âme et le soutien de la maison fondée et bâtie par ses soins », écrit sa biographe Marie-P. Martin, o.s.a.
« Après avoir exercé les fonctions de supérieure pendant vingt et un ans, en différentes triennalités, elle fit éclater non moins de vertu au milieu des modestes emplois qu'elle eut à remplir durant ses dernières années. On vit cette aimable et sainte octogénaire, toujours si humble et si bien brisée au joug de l'obéissance, devenue pour elle une seconde nature, que, lorsque ses facultés affaiblies par l'âge faisaient vaciller parfois le rayon de sa pensée, il suffisait de rappeler le nom de « Notre Mère Supérieure » pour faire évanouir comme par enchantement ces vagues et douloureuses illusions », écrit l’historien Henri-Raymond Casgrain.
Marie Forestier a également eu une grande influence sur la rédaction des Annales de l’Hôtel-Dieu (dont le titre original est « Histoire de l’Hôtel-Dieu ») dictées par la mère Jeanne-Françoise Juchereau de Saint-Ignace. Celle-ci a dit conserver « cherement les petits cayez ou la mere Marie de Saint Bonnaventure de Jesus a écrit ce qui s’est passé de son terris. Son stile est simple et naïf. J’ay taché de l’imiter, en continuant comme elle avoit commencé [...] Quelques années avant [qu’elle] tombât en enfance, nous la pressâmes d’écrire ce qu’elle nous avoit souvent raconté du commencement de cette maison. Elle se rendit à nos demandes, et c’est en partie de ce qu’elle nous a laissé que j’ay tiré ce que j’en dirai icy. »,.
Henri-Raymond Casgrain ne cache pas son admiration pour Marie Forestier quand il écrit : « La mère de Saint-Bonaventure était une de ces âmes privilégiées, trésor de candeur et d'innocence, que le ciel semble parfois prêter à la terre pour la consoler du triste spectacle de la corruption et de la fange universelle. Elle ne connut jamais du monde que les caresses et les baisers de sa mère. Du berceau elle passa dans le cloître: à huit ans, on voit épanouir ses charmes naissants au soleil de la solitude et du recueillement monastique. Aussi gracieuse de visage qu’innocente de cœur, le rayonnement de sa beauté intérieure brillait avec tant d'éclat à travers le voile translucide de ses traits, que ni les fatigues, ni l’extrême vieillesse ne purent en effacer les charmes. On verra les sauvages eux-mêmes, subjugués par ses séductions terrestres et divines, épuiser les expressions admiratives pour manifester le ravissement où les plongeait la vue de cet ange, et l'appeler tour à tour "la belle, la bonne, la gentille vierge ».

## Hommages
La rue Forestier a été nommée en son honneur, en 1972, dans la ville de Québec.